# История почты и почтовых марок Бразилии
История почты и почтовых марок Бразилии охватывает развитие почтовой связи и выпуски знаков почтовой оплаты на территории Бразилии, независимого государства в Южной Америке (с 1815), бывшей португальской колонии (1500—1815). Бразилия стала второй страной в мире после Великобритании, выпустившей почтовые марки (в 1843). Бразилия является членом Всемирного почтового союза (с 1877), а функции национального почтового оператора выполняет государственная компания Correios.

## Развитие почты
До 1798 года почтовые отправления между Португалией и Бразилией доставлялись либо специальными курьерами на государственных судах, либо с оказией путешествующими в попутном направлении людьми. Доставленная в Рио-де-Жанейро корреспонденция раздавалась через окно губернаторской резиденции. 20 января 1798 года королевским указом была учреждена почтовая служба. Каждый второй месяц королевские пакетботы курсировали между Лиссабоном и Ассу и Салинасом или Бахьей и Рио-де-Жанейро. Работало внутреннее почтовое сообщение между административными центрами провинций. Были установлены твёрдые почтовые тарифы.
Почтамт в Рио-де-Жанейро был открыт на площади 15 ноября (Plaza 15 de Novembre) и полтора столетия работал в том же здании. Когда в 1808 году из-за наполеоновских завоеваний в Бразилию перебрался португальский королевский двор, пакетботы стали курсировать между Фалмутом и Рио-де-Жанейро через Мадейру, Пернамбуку и Бахию ежемесячно.
Со временем улучшилось внутреннее почтовое сообщение. Около 1829 года для маркировки предоплаченных писем начали применяться франкировочные штемпели («FRANCA»).
В 1845 была предпринята неудавшаяся попытка начать сбор и доставку почтовых отправлений в городах, но лишь в 1849 году эта идея была реализована.
1 июля 1877 года бразильская почтовая администрация была включена в состав стран — участниц ВПС.
С 1911 года Бразилия числится в Почтовом союзе американских государств, Испании и Португалии (UPAEP). 1 октября 1937 года Испанией был введён в обращение американско-испанский ответный купон (исп. Cupón-respuesta americoespañol). Он распространялся в странах этого почтового союза, включая Бразилию, до 29 февраля 1956 года.
До декабря 1931 года бразильская почта находилась в ведении различных министерств. В настоящее время почтовые услуги в стране оказывает государственная компания Correios (порт. Empresa Brasileña de Correos y Telégrafos), подчиненённое Министерству связи на уровне подсекретариата почтовой связи (Subsecretária de Serviços Postais).

## Выпуски почтовых марок

### Первые марки
Первые почтовые марки Бразилии вышли 1 августа 1843 года и получили название: «Бычий глаз» из-за характерного рисунка. Таким образом, Бразилия выпустила почтовые марки второй в мире после Великобритании для обращения на всей территории страны (в отличие от местных выпусков). Подобно первым почтовым маркам Великобритании, на марках не было указано название государства.

### Последующие эмиссии
1 июля 1844 года в обращении появилась новая серия, известная под названием «наклонные цифры». Последующие почтовые марки имели аналогичную форму, пока не были эмитированы первые марки в 1866 году с изображением императора Педру II

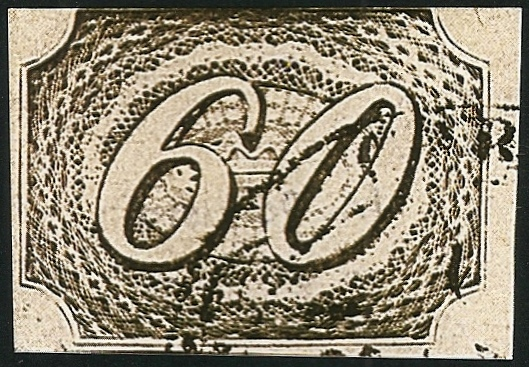
Почтовая марка Бразилии из серии «Наклонная цифра» (1844)
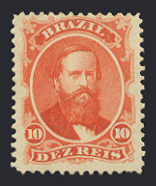
Педру II на бразильской почтовой марке (1866)

В течение многих лет на бразильских почтовых марках помещали текст: «Brasil Correio» («Бразилия. Почта»). Однако теперь сформировалась тенденция указывать на марке только название страны и год, например: «Brasil 2000» («Бразилия. 2000 год»).

## Другие виды почтовых марок

### Служебные
Служебные марки издавались в период 1906—1920 годов.

### Газетные
В Бразилии выпускались газетные марки. На марках надписи: «Jornaes» («Газеты»). Всего были эмитированы 25 таких марок.

### Доплатные
В стране также выпускались доплатные марки с надписью: «Taxa devida» («Сумма, подлежащая уплате»). Всего с 1843 года по 1961 год была эмитирована 51 такая марка.

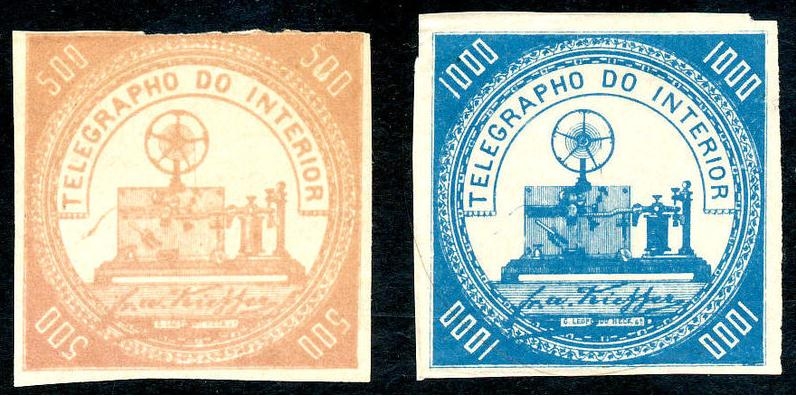
Телеграфные марки Бразилии (1871)

### Телеграфные
В Бразилии были также эмитированы телеграфные марки.

## Выпуск правительства Сан-Паулу
В 1932 году в бразильском штате Сан-Паулу повстанческим правительством были выпущены 11 почтовых марок. На марках с оригинальным рисунком надписи: «Brasil» («Бразилия»), Correio» («Почта»).

## Иностранные почтовые отделения

### Британские
В 1851 году, когда подряд на перевозку почты получила британская компания Royal Mail Steam Packet, на смену ходившим из Фалмута парусникам пришли пароходы. В портах захода английских пакетботов обосновались британские почтовые агенты. После 1860 года рейсы в Ливерпуль начала совершать компания англ. Pacific Steam Navigation Co. Соответственно в 1866—1874 годах в портах захода использовались почтовые марки Великобритании. В Бахии корреспонденция гасилась литерным штемпелем «C81», в Пернамбуко — «C82», в Рио-де-Жанейро — «C83».

### Французские
После 1860 года открылись другие почтовые маршруты из Рио-де-Жанейро: в Бордо (компания Ligne du Bresil, затем Ligne J) и в Марсель. В портах захода появились французские почтовые агенты, которые ставили на корреспонденции собственные календарные штемпели. С 1860 года в Рио-де-Жанейро, Бахии и Пернамбуку на пересылаемые почтовые отправления наклеивались почтовые марки Франции, которые обычно гасились почтовым штемпелем с изображением якоря в окружении точек.